# Maj Helen Sorkmo
Maj Helen Sorkmo nata Nymoen (Os, 14 agosto 1969) è un'ex fondista norvegese.

## Biografia
In Coppa del Mondo ottenne il primo risultato di rilievo il 14 marzo 1992 a Vang (35ª), il primo podio il 15 gennaio 1995 a Nové Město na Moravě (2ª) e la prima vittoria il 24 novembre 2002 a Kiruna.
In carriera prese parte a due edizioni dei Giochi olimpici invernali, Nagano 1998 (19ª nella 30 km) e Salt Lake City 2002 (non conclude la 15 km, 6ª nella sprint), e a tre dei Campionati mondiali (14ª nella 5 km a Ramsau am Dachstein 1999 il miglior risultato).

## Palmarès

### Coppa del Mondo
- Miglior piazzamento in classifica generale: 12ª nel 2000
- 9 podi (5 individuali, 4 a squadre[1]):
  - 2 vittorie (a squadre)
  - 3 secondi posti (2 individuali, 1 a squadre)
  - 4 terzi posti (3 individuali, 1 a squadre)

#### Coppa del Mondo - vittorie
| Data             | Località | Nazione  | Spec.                                                                     |
| ---------------- | -------- | -------- | ------------------------------------------------------------------------- |
| 24 novembre 2002 | Kiruna   | Svezia   | 4x5 km (con Anita Moen, Bente Skari e Vibeke Skofterud)                   |
| 8 dicembre 2002  | Davos    | Norvegia | 4x5 km (con Vibeke Skofterud, Bente Skari e Hilde Gjermundshaug Pedersen) |